# مرادآباد کلاه سیاه
مرادآباد کلاه سیاه، روستایی از توابع بخش ارژن شهرستان شیراز در استان فارس ایران است.

## جمعیت
این روستا در دهستان دشت ارژن قرار دارد و براساس سرشماری مرکز آمار ایران در سال ۱۳۸۵، جمعیت آن ۳۵ نفر (۱۳خانوار) بوده‌است.